# 東方副緋鯉
東方副緋鯉（学名：Parupeneus orientalis）為輻鰭魚綱鱸形目鱸亞目鬚鯛科的其中一種，分布於東南太平洋的復活節島海域，棲息深度36-51公尺，體長可達24.9公分，屬肉食性，以甲殼類為食。
其种加词“orientalis”意为“东方的”。